# Ulrich Kapolongo
Ulrich Kapolongo Zaolo (Brazzaville, 31 luglio 1989) è un ex calciatore congolese (Repubblica del Congo), di ruolo attaccante.

## Carriera

### Club
Ha giocato nella massima serie azera e in quella ceca.

### Nazionale
Nel 2007 è stato convocato per il Mondiale di categoria con la nazionale congolese Under-20; nel 2011 ha esordito in nazionale maggiore.

## Statistiche

### Cronologia presenze e reti in nazionale
| Cronologia completa delle presenze e delle reti in nazionale ― Rep. del Congo | Cronologia completa delle presenze e delle reti in nazionale ― Rep. del Congo | Cronologia completa delle presenze e delle reti in nazionale ― Rep. del Congo | Cronologia completa delle presenze e delle reti in nazionale ― Rep. del Congo | Cronologia completa delle presenze e delle reti in nazionale ― Rep. del Congo | Cronologia completa delle presenze e delle reti in nazionale ― Rep. del Congo | Cronologia completa delle presenze e delle reti in nazionale ― Rep. del Congo | Cronologia completa delle presenze e delle reti in nazionale ― Rep. del Congo |
| Data                                                                          | Città                                                                         | In casa                                                                       | Risultato                                                                     | Ospiti                                                                        | Competizione                                                                  | Reti                                                                          | Note                                                                          |
| ----------------------------------------------------------------------------- | ----------------------------------------------------------------------------- | ----------------------------------------------------------------------------- | ----------------------------------------------------------------------------- | ----------------------------------------------------------------------------- | ----------------------------------------------------------------------------- | ----------------------------------------------------------------------------- | ----------------------------------------------------------------------------- |
| 27-3-2011                                                                     | Brazzaville                                                                   | Rep. del Congo                                                                | 0 – 3                                                                         | Ghana                                                                         | Qual. Coppa d'Africa 2012                                                     | -                                                                             | 63’                                                                           |
| 14-8-2013                                                                     | Radès                                                                         | Tunisia                                                                       | 3 – 0                                                                         | Rep. del Congo                                                                | Amichevole                                                                    | -                                                                             | 77’                                                                           |
| 7-9-2013                                                                      | Niamey                                                                        | Niger                                                                         | 2 – 2                                                                         | Rep. del Congo                                                                | Qual. Mondiali 2014                                                           | 1                                                                             |                                                                               |
| 23-4-2019                                                                     | Harare                                                                        | Zimbabwe                                                                      | 2 – 0                                                                         | Rep. del Congo                                                                | Qual. Coppa d'Africa 2019                                                     | -                                                                             | 67’                                                                           |
| Totale                                                                        |                                                                               | Presenze                                                                      | 4                                                                             |                                                                               | Reti                                                                          | 1                                                                             |                                                                               |

## Palmarès

### Club

#### Competizioni nazionali
- Campionato azero: 1

Qarabağ: 2013-2014